# Матеевщина
Мате́евщина (бел. Мацееўшчына) — деревня в составе Мостокского сельсовета Могилёвского района Могилёвской области Республики Беларусь.

## Географическое положение
Ближайшие населённые пункты: Маковня, Круги, Тетеревник, Сосновец.

## Население
- 1999 год — 86 человек
- 2010 год — 48 человек